# Luis Esteve Fernández-Caballero
Luis Esteve Fernández-Caballero fue un arquitecto español.

## Biografía
Es conocido por haber presentado los proyectos refundidos del Edificio Metrópolis (1905-1910) y del diseño refundido del edificio del Casino de Madrid. Estaba emparentado con el arquitecto López Salaberry, al ser cuñado suyo. Con él ejecuta diversos edificios de la Gran Vía de Madrid (sobre todo del primer tramo de la misma). El edificio del Colegio La Salle, en la calle de Guzmán el Bueno. Ejerció como profesor de Arquitectura de la Escuela de Madrid.